# Дои, Мисаки
Мисаки Дои (яп. 土居 美咲 Дои Мисаки, род. 29 апреля 1991, Иокогама) — японская теннисистка; победительница трёх турниров WTA (один — в одиночном разряде); финалистка двух юниорских турниров Большого шлема в парном разряде (Уимблдон-2007, Открытый чемпионат Австралии-2008).

## Общая информация
Мисаки — одна из двух детей Кодзи и Юки Дои; её старшего брата зовут Рёта и он работает теннисным тренером. Её отец бизнесмен, а мать домохозяйка.
Начала играть в теннис в возрасте шести лет. Своим любимым покрытием японка называет хард. Кумиром в мире тенниса в детстве была Жюстин Энен.

## Спортивная карьера

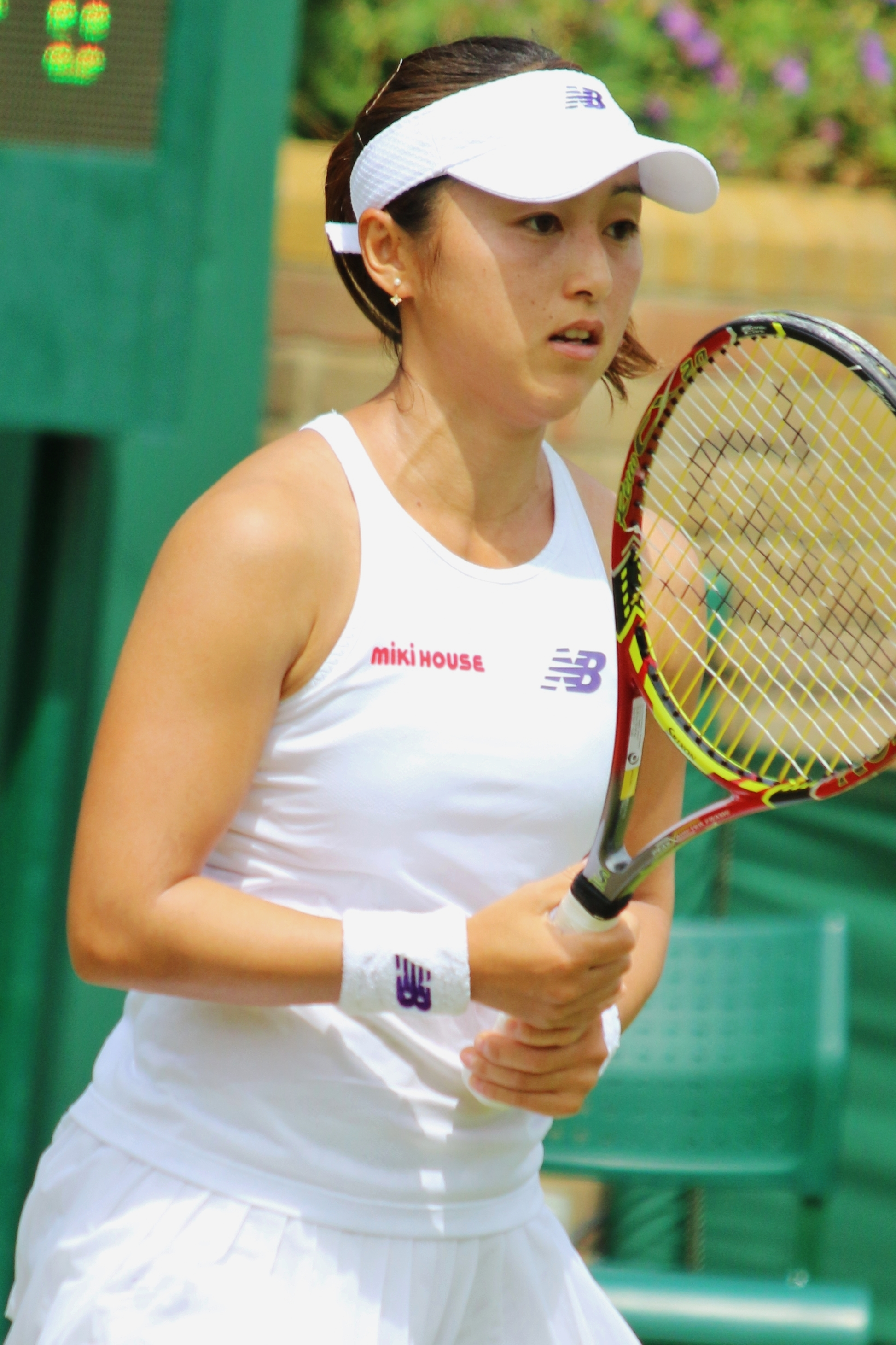
Дои на Уимблдонском турнире 2017 года

На юниорском уровне Дои дважды выходила в финал турниров серии Большого шлема в парном разряде среди девушек — в 2007 году на Уимблдонском турнире в дуэте с Куруми Нарой и в 2008 году на Открытом чемпионате Австралии в команде с Еленой Богдан. Первого титула на турнирах из цикла ITF в парах японская теннисистка добилась в июле 2008 года, а в одиночках в марте 2009 года. В мае 2010 года Мисаки через квалификацию на Открытый чемпионат Франции смогла попасть на дебютный в карьере взрослый турнир Большого шлема. В ноябре того же года она смогла выиграть 75-тысячник ITF, который проходил в её родной стране в Тоёте.
В 2011 году Дои на Уимблдонском турнире смогла дойти до третьего раунда, начав свои выступления с квалификационных раундов. В том же году она впервые сыграла за сборной Японии в розыгрыше Кубка Федерации. Лучшим результатом в сезоне 2012 года для японки стал выход в полуфинал турнира в Осаке. В том сезоне она впервые поднялась в Топ-100 мирового женского рейтинга. В ноябре 2013 года с китаянкой Сюй Ифань Дои победила на турнире серии WTA 125 в Нанкине в парном разряде.
В июле 2014 года Мисаки выиграла первый титул WTA, сделав это на парных соревнованиях турнира в Стамбуле в альянсе с Элиной Свитолиной. В сентябре 2015 года она сыграла в парном финале турнира в Токио, попав туда в команде с Куруми Нарой. В октябре Дои впервые взяла титул WTA в одиночном разряде на турнире в Люксембурге. В финале она обыграла немецкую теннисистку Мону Бартель — 6-4, 6-7(7), 6-0. В ноябре японка вышла в финал турнира младшей серии WTA 125 в Тайбэе.
В феврале 2016 года Дои вышла в финал турнира в Гаосюне. Здесь она встретилась с знаменитой американкой Винус Уильямс и уступила со счётом 4-6, 2-6. В марте Мисаки выиграла турнир младшей серии WTA 125 в Сан-Антонио. После этого успеха она вошла в Топ-50 одиночного рейтинга. В мае на премьер-турнире в Риме Дои смогла выйти в четвертьфинал. На Уимблдонском турнире в этом сезоне она смогла впервые в карьере выйти в четвёртый раунд на Больших шлемах. В августе Мисаки сыграла на первых для себя Олимпийских играх, которые проводились в Рио-де-Жанейро. И в одиночном и парном турнире она выбыла на стадии второго раунда. К концу августа Дои смогла подняться в Топ-30 одиночной классификации.
В мае 2017 года Дои вышла в полуфинал грунтового турнира в Нюрнберге. В январе 2018 года она выиграла парные соревнования на турнире младшей серии WTA 125 в Ньюпорт-Бич.
В августе 2018 выиграла турнир ITF в Ванкувере (Канада), обыграв в финале Хитер Уотсон из Великобритании.

## Итоговое место в рейтинге WTA по годам
| Год  | Одиночный рейтинг | Парный рейтинг |
| 2019 | 74                | 110            |
| 2018 | 139               | 109            |
| 2017 | 119               | 192            |
| 2016 | 38                | 168            |
| 2015 | 60                | 172            |
| 2014 | 122               | 101            |
| 2013 | 89                | 158            |
| 2012 | 97                | 795            |
| 2011 | 106               | 518            |
| 2010 | 158               | 250            |
| 2009 | 200               | 311            |
| 2008 | 613               | 593            |

## Выступления на турнирах

### Финалы турнировWTAв одиночном разряде (3)

#### Победы (1)
| Легенда:                    |
| --------------------------- |
| Турниры Большого Шлема (0*) |
| Олимпиада (0)               |
| Итоговый чемпионат года (0) |
| Premier Mandatory (0)       |
| Premier 5 (0)               |
| Premier (0)                 |
| International (1+2)         |

| Титулы по покрытиям | Титулы по месту проведения матчей турнира |
| ------------------- | ----------------------------------------- |
| Хард (1+2*)         | Зал (1)                                   |
| Грунт (0)           | Зал (1)                                   |
| Трава (0)           | Открытый воздух (0+2)                     |
| Ковёр (0)           | Открытый воздух (0+2)                     |

* количество побед в одиночном разряде + количество побед в парном разряде.
| №  | Дата            | Турнир     | Покрытие | Соперница в финале | Счёт           |
| 1. | 25 октября 2015 | Люксембург | Хард(i)  | Мона Бартель       | 6-4 6-7(7) 6-0 |

#### Поражения (2)
| №  | Дата             | Турнир           | Покрытие | Соперница в финале | Счёт    |
| 1. | 14 февраля 2016  | Гаосюн, Тайвань  | Хард     | Винус Уильямс      | 4-6 2-6 |
| 2. | 15 сентября 2019 | Хиросима, Япония | Хард     | Нао Хибино         | 3-6 2-6 |

### Финалы турнировWTA 125иITFв одиночном разряде (15)

#### Победы (9)
| Легенда:                    |
| --------------------------- |
| WTA 125 (2+3*)              |
| 100.000 USD (1+1)           |
| 80.000 (75.000**) USD (1+1) |
| 60.000 (50.000**) USD (2+2) |
| 25.000 USD (1+3)            |
| 15.000 (10.000**) USD (2)   |

** призовой фонд до 2017 года
| Титулы по покрытиям | Титулы по месту проведения матчей турнира |
| ------------------- | ----------------------------------------- |
| Хард (6+6*)         | Зал (1+1)                                 |
| Грунт (1+1)         | Зал (1+1)                                 |
| Трава (0)           | Открытый воздух (8+9)                     |
| Ковёр (2+3)         | Открытый воздух (8+9)                     |

* количество побед в одиночном разряде + количество побед в парном разряде.
| №  | Дата            | Турнир            | Покрытие | Соперница в финале | Счёт           |
| 1. | 28 марта 2009   | Кофу, Япония      | Хард     | Эрика Сэма         | 7-5 6-2        |
| 2. | 12 июля 2009    | Токио, Япония     | Ковёр    | Сатиэ Исидзу       | 6-1 6-4        |
| 3. | 28 ноября 2010  | Тоёта, Япония     | Ковёр(i) | Дзюнри Намигата    | 7-5 6-2        |
| 4. | 27 апреля 2014  | Сеул, Южная Корея | Хард     | Миса Эгути         | 6-1 7-6(3)     |
| 5. | 11 января 2015  | Гонконг           | Хард     | Чжан Кайлинь       | 6-3 6-3        |
| 6. | 19 марта 2016   | Сан-Антонио, США  | Хард     | Анна-Лена Фридзам  | 6-4 6-2        |
| 7. | 17 июня 2018    | Кофу, Япония      | Хард     | Лиза-Мари Риу      | 6-2 6-3        |
| 8. | 19 августа 2018 | Ванкувер, Канада  | Хард     | Хезер Уотсон       | 6-7(4) 6-1 6-4 |
| 9. | 13 июля 2019    | Бостад, Швеция    | Грунт    | Данка Ковинич      | 6-4 6-4        |

#### Поражения (6)
| №  | Дата             | Турнир             | Покрытие | Соперница в финале | Счёт           |
| 1. | 26 сентября 2009 | Макинохара, Япония | Ковёр    | Се Шувэй           | 6-2 5-7 6-7(4) |
| 2. | 4 октября 2009   | Хамамацу, Япония   | Ковёр    | Томоко Ёнэмура     | 4-6 6-7(3)     |
| 3. | 21 марта 2010    | Ирапуато, Мексика  | Хард     | Моника Адамчак     | 6-7(5) 6-2 2-6 |
| 4. | 22 ноября 2015   | Тайбэй, Тайвань    | Ковёр(i) | Тимея Бабош        | 5-7 3-6        |
| 5. | 24 июня 2018     | Тэгу, Южная Корея  | Хард     | Хан На Рэ          | 2-5 — отказ    |
| 6. | 8 марта 2020     | Индиан-Уэллс, США  | Хард     | Ирина-Камелия Бегу | 3-6 3-6        |

### Финалы турнировWTAв парном разряде (3)

#### Победы (2)
| №  | Дата             | Турнир           | Покрытие | Партнёрша       | Соперницы в финале               | Счёт           |
| 1. | 20 июля 2014     | Стамбул, Турция  | Хард     | Элина Свитолина | Оксана Калашникова Паула Каня    | 6-4 6-0        |
| 2. | 15 сентября 2019 | Хиросима, Япония | Хард     | Нао Хибино      | Кристина Макхейл Валерия Савиных | 3-6 6-4 [10-4] |

#### Поражения (1)
| №  | Дата             | Турнир        | Покрытие | Партнёрша   | Соперницы в финале        | Счёт    |
| 1. | 20 сентября 2015 | Токио, Япония | Хард     | Куруми Нара | Чжань Хаоцин Чжань Юнжань | 1-6 2-6 |

### Финалы турнировWTA 125иITFв парном разряде (17)

#### Победы (10)
| №   | Дата            | Турнир           | Покрытие | Партнёрша          | Соперницы в финале                | Счёт              |
| 1.  | 20 июля 2008    | Миядзаки, Япония | Ковёр    | Куруми Нара        | Кимико Датэ-Крумм Томоко Ёнэмура  | 4-6 6-3 [10-7]    |
| 2.  | 9 мая 2010      | Фукуока, Япония  | Ковёр    | Котоми Такахата    | Марина Эракович Александра Панова | 6-4 6-4           |
| 3.  | 3 ноября 2013   | Нанкин, Китай    | Хард     | Сюй Ифань          | Ярослава Шведова Чжан Шуай        | 6-1 6-4           |
| 4.  | 24 ноября 2013  | Тоёта, Япония    | Ковёр(i) | Сюко Аояма         | Эри Ходзуми Макото Ниномия        | 7-6(1) 2-6 [11-9] |
| 5.  | 27 января 2018  | Ньюпорт-Бич, США | Хард     | Джил Тайхманн      | Джейми Лёб Ребекка Петерсон       | 7-6(4) 1-6 [10-8] |
| 6.  | 18 февраля 2018 | Сюрпрайз, США    | Хард     | Янина Викмайер     | Жаклин Како Кейтлин Хуриски       | 2-6 6-3 [10-8]    |
| 7.  | 17 июня 2018    | Кофу, Япония     | Хард     | Миса Эгути         | Мэгуми Нисимото Котоми Такахата   | 6-3 6-7(2) [10-8] |
| 8.  | 15 июля 2018    | Гонолулу, США    | Хард     | Джессика Пегула    | Тейлор Джонсон Эшли Лэйхи         | 7-6(4) 6-3        |
| 9.  | 21 октября 2018 | Сучжоу, Китай    | Хард     | Нао Хибино         | Луксика Кумкхум Пеангтарн Плипыч  | 6-2 6-3           |
| 10. | 13 июля 2019    | Бостад, Швеция   | Грунт    | Наталья Вихлянцева | Алекса Гуарачи Данка Ковинич      | 7-5 6-7(4) [10-7] |

#### Поражения (7)
| №  | Дата           | Турнир               | Покрытие | Партнёрша       | Соперницы в финале               | Счёт           |
| 1. | 3 мая 2009     | Гифу, Япония         | Ковёр    | Куруми Нара     | Софи Фергюсон Айко Накамура      | 2-6 1-6        |
| 2. | 10 апреля 2010 | Инчхон, Южная Корея  | Хард     | Дзюнри Намигата | Ирина-Камелия Бегу Эрика Сэма    | 0-6 6-7(8)     |
| 3. | 17 апреля 2010 | Кимхэ, Южная Корея   | Хард     | Дзюнри Намигата | Чан Гён Ми Ли Джин А             | 6-1 4-6 [8-10] |
| 4. | 24 апреля 2010 | Чханвон, Южная Корея | Хард     | Дзюнри Намигата | Чан Гён Ми Ли Джин А             | 7-5 3-6 [8-10] |
| 5. | 14 июля 2013   | Пекин, Китай         | Хард     | Мики Миямура    | Лю Чан Чжоу Имяо                 | 6-7(1) 4-6     |
| 6. | 4 мая 2014     | Гифу, Япония         | Хард     | Се Шуин         | Ярмила Гайдошова Арина Родионова | 3-6 3-6        |
| 7. | 24 июня 2018   | Тэгу, Южная Корея    | Хард     | Сихо Акита      | Сюй Цзинвэнь Чжан Кайчжэнь       | 1-2 — отказ    |